# Нью-Вашингтон (Огайо)
Нью-Вашингтон (англ. New Washington) — селище (англ. village) в США, в окрузі Кроуфорд штату Огайо. Населення — 873 особи (2020).

## Географія
Нью-Вашингтон розташований за координатами 40°57′38″ пн. ш. 82°51′17″ зх. д. / 40.96056° пн. ш. 82.85472° зх. д. (40.960502, -82.854729).  За даними Бюро перепису населення США в 2010 році селище мало площу 3,56 км², уся площа — суходіл.

## Демографія
Згідно з переписом 2010 року, у селищі мешкало 967 осіб у 400 домогосподарствах у складі 258 родин. Густота населення становила 272 особи/км².  Було 425 помешкань (119/км²).
Расовий склад населення:
| - 98,7 % — білих - 0,2 % — чорних або афроамериканців |

До двох чи більше рас належало 0,5 %. Частка іспаномовних становила 1,0 % від усіх жителів.
За віковим діапазоном населення розподілялося таким чином: 26,0 % — особи молодші 18 років, 58,2 % — особи у віці 18—64 років, 15,8 % — особи у віці 65 років та старші. Медіана віку мешканця становила 38,5 року. На 100 осіб жіночої статі у селищі припадало 97,8 чоловіків;  на 100 жінок у віці від 18 років та старших — 93,0 чоловіків також старших 18 років.
Середній дохід на одне домашнє господарство  становив 52 915 доларів США (медіана — 45 583), а середній дохід на одну сім'ю — 63 671 долар (медіана — 49 271). Медіана доходів становила 41 382 долари для чоловіків та 35 903 долари для жінок. За межею бідності перебувало 5,8 % осіб, у тому числі 7,4 % дітей у віці до 18 років та 2,4 % осіб у віці 65 років та старших.
Цивільне працевлаштоване населення становило 441 осіб. Основні галузі зайнятості: виробництво — 39,7 %, освіта, охорона здоров'я та соціальна допомога — 18,1 %, мистецтво, розваги та відпочинок — 6,6 %, роздрібна торгівля — 5,9 %.